# Enzersfeld im Weinviertel
Enzersfeld im Weinviertel osztrák mezőváros Alsó-Ausztria Korneuburgi járásában. 2021 januárjában 1781 lakosa volt. 

## Elhelyezkedése

Enzersfeld im Weinviertel a Korneuburgi járásban

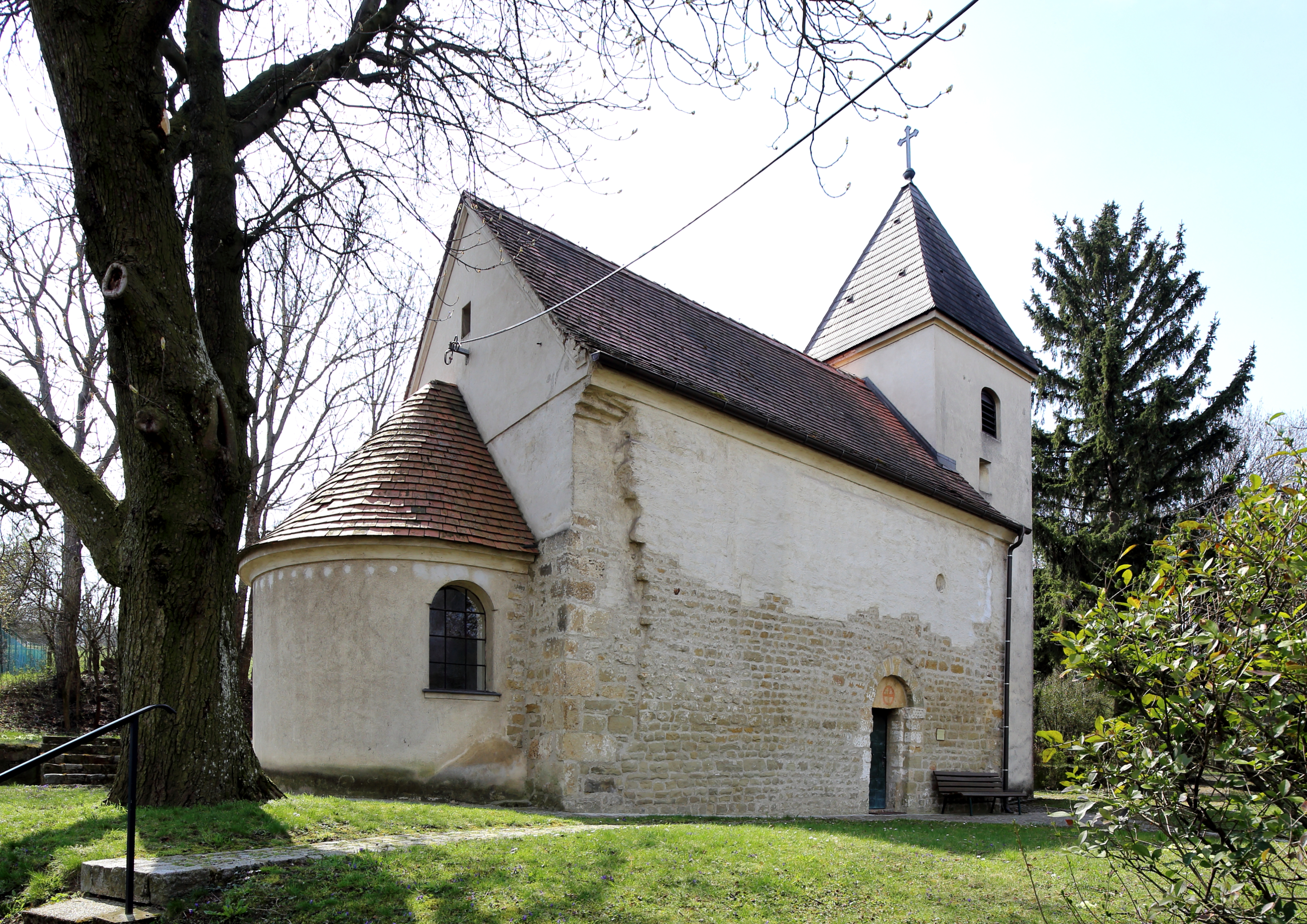
A königsbrunni Mária Magdolna-templom

Enzersfeld im Weinviertel a tartomány Weinviertel régiójában fekszik Bécstől északra. Legfontosabb folyóvize az Abzugsgraben csatorna. Területének 8,3%-a erdő, 67,9% áll mezőgazdasági művelés alatt. Az önkormányzat két települést egyesít: Enzersfeld im Weinviertel (1104 lakos 2021-ben) és Königsbrunn im Weinviertel (677 lakos). 
A környező önkormányzatok: délre Hagenbrunn, nyugatra Stetten, északnyugatra Harmannsdorf, északkeletre Großebersdorf.

## Története
Enzersfeldet 1136-ban, Königsbrunnt 1150-ben említik először. Mindkét falu temploma a bajorországi Formbach apátságának felügyelete alá tartozott 1150-ig, amikor a bécsi skót kolostor (Schottenstift) vette át őket. Enzersfeldet 1518-ban Hans von Puchau örökölte, 1618-ban pedig Johann Baptist von Weber szerezte meg. 1645-ben a császárral háborúzó svédek feldúlták Bécs környékét, de Enzersfeld és Königsbrunn megmenekült; 1683-ban viszont a Bécset ostromló törökök az előbbit felégették. Száz évvel később, 1780-ban egy Listia nevű nő felgyújtotta Königsbrunnt, amely teljesen leégett.   
1783-ban II. József egyházrendeletét követően a két falu saját közös egyházközséget kapott. 
Az 1938-as Anschlusst követően közigazgatási reformot hajtottak végre, melynek során 97 alsó-ausztriai falut – köztük Enzersfeldet és Königsbrunnt – beolvasztották Nagy-Bécsbe. 1954-ben mindkét község visszanyerte önállóságát. 1970-ben a két község egyesült; az egyesített önkormányzat 2010-ben nyerte el a mezővárosi státuszt.  

## Lakosság
Az Enzersfeld im Weinviertel-i önkormányzat területén 2021 januárjában 1781 fő élt. A lakosságszám 1961 óta erőteljesen gyarapodó tendenciát mutat, közel kétszeresére nőtt. 2019-ben az ittlakók 93,8%-a volt osztrák állampolgár; a külföldiek közül 1,4% a régi (2004 előtti), 4% az új EU-tagállamokból érkezett. 2001-ben a lakosok 84,4%-a római katolikusnak, 3,5% evangélikusnak, 10,7% pedig felekezeten kívülinek vallotta magát. Ugyanekkor a legnagyobb nemzetiségi csoportot a németek (96,9%) mellett a csehek alkották 0,5%-kal. 
A népesség változása:

| 2016 | 1 686 |
| 2018 | 1 713 |

## Látnivalók
- a Mária születése-plébániatemplom
- a königsbrunni Mária Magdolna-templom

## Fordítás
- Ez a szócikk részben vagy egészben  az   Enzersfeld im Weinviertel című német Wikipédia-szócikk ezen változatának fordításán alapul.  Az eredeti cikk szerkesztőit annak laptörténete sorolja fel. Ez a jelzés csupán a megfogalmazás eredetét és a szerzői jogokat jelzi, nem szolgál a cikkben szereplő információk forrásmegjelöléseként.